# Uvaria poggei
Uvaria poggei este o specie de plante angiosperme din genul Uvaria, familia Annonaceae, descrisă de Adolf Engler și Friedrich Ludwig Diels. Conține o singură subspecie: U. p. anisotricha.